# Sitta cinnamoventris
El trepador ventricastaño (Sitta cinnamoventris) es una especie de ave paseriforme de la familia Sittidae nativa del subcontinente indio, específicamente Bután, la India, Nepal y el Tíbet.

## Descripción y hábitat

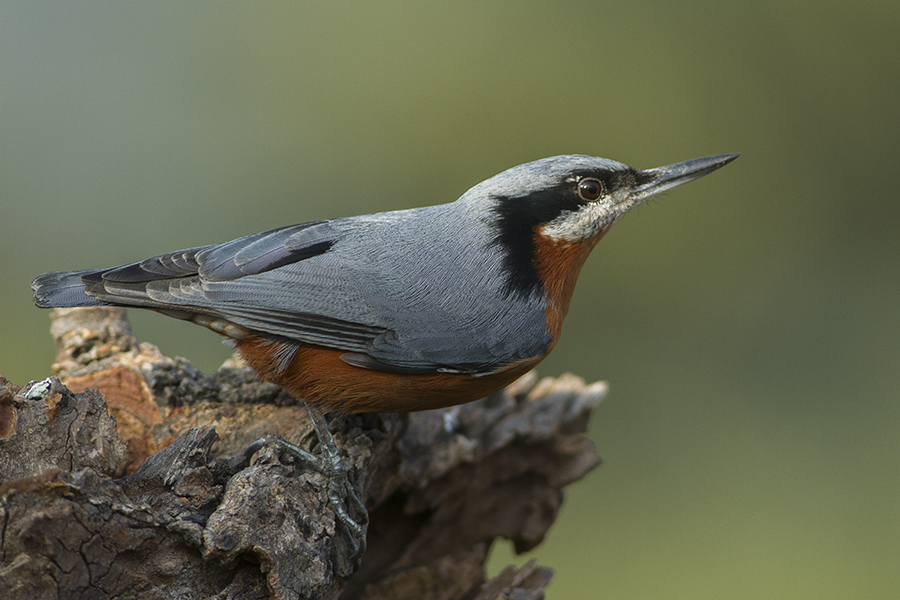
Espécimen macho en Uttarakhand.

Su hábitat natural son los bosques secos tropicales o subtropicales, bosques húmedos de tierras bajas tropicales o subtropicales, y bosques montanos húmedos tropicales o subtropicales.
Esta especie fue dividida por Rasmussen y Anderton (2005) en el trepador indio (S. castanea) y trepador indochino (S. neglecta). El trepador ventricastaño es muy similar a los anteriores pero con un pico más pesado, el píleo y el vientre tienen las mismas tonalidades. Las marcas de las alas y de la cola muestran contrastan con el plateado de las puntas para las plumas primarias, las coberteras inferiores son negruzcas y la cola tiene grandes manchas blancas bajo ella. El color blanco de las coberteras del oído no se extiende hasta el mentón, al contrario que en las anteriores. La raza almorae de Nepal y trepador del Himalaya (S. himalayensis) tiene partes inferiores más pálidas; la raza koelzi del Himalaya oriental tiene a la hembra más oscura que en otras razas. El residente de las colinas Murree en los límites del Uttaranchal se extiende hasta el valle de Assam, y Arunachal Pradesh en las colinas Lushai.

## Taxonomía
Según el  Congreso Ornitológico Internacional y Alan P. Peterson, existen cuatro subespecies:
- S. c. almorae Kinnear y Whistler, 1930, en las altitudes bajas y oeste del centro del Himalaya;
- S. c. cinnamoventris Blyth, 1842, en las altitudes más bajas de la cordillera del Himalaya oriental hasta el sur de China y el noreste de Birmania;
- S. c. koelzi Vaurie, 1950, en el noreste de la India y el oeste de Birmania; y,
- S. c. tonkinensis Kinnear, 1936, en el sur de China y el norte de Indochina.